# Bosc de Soignes

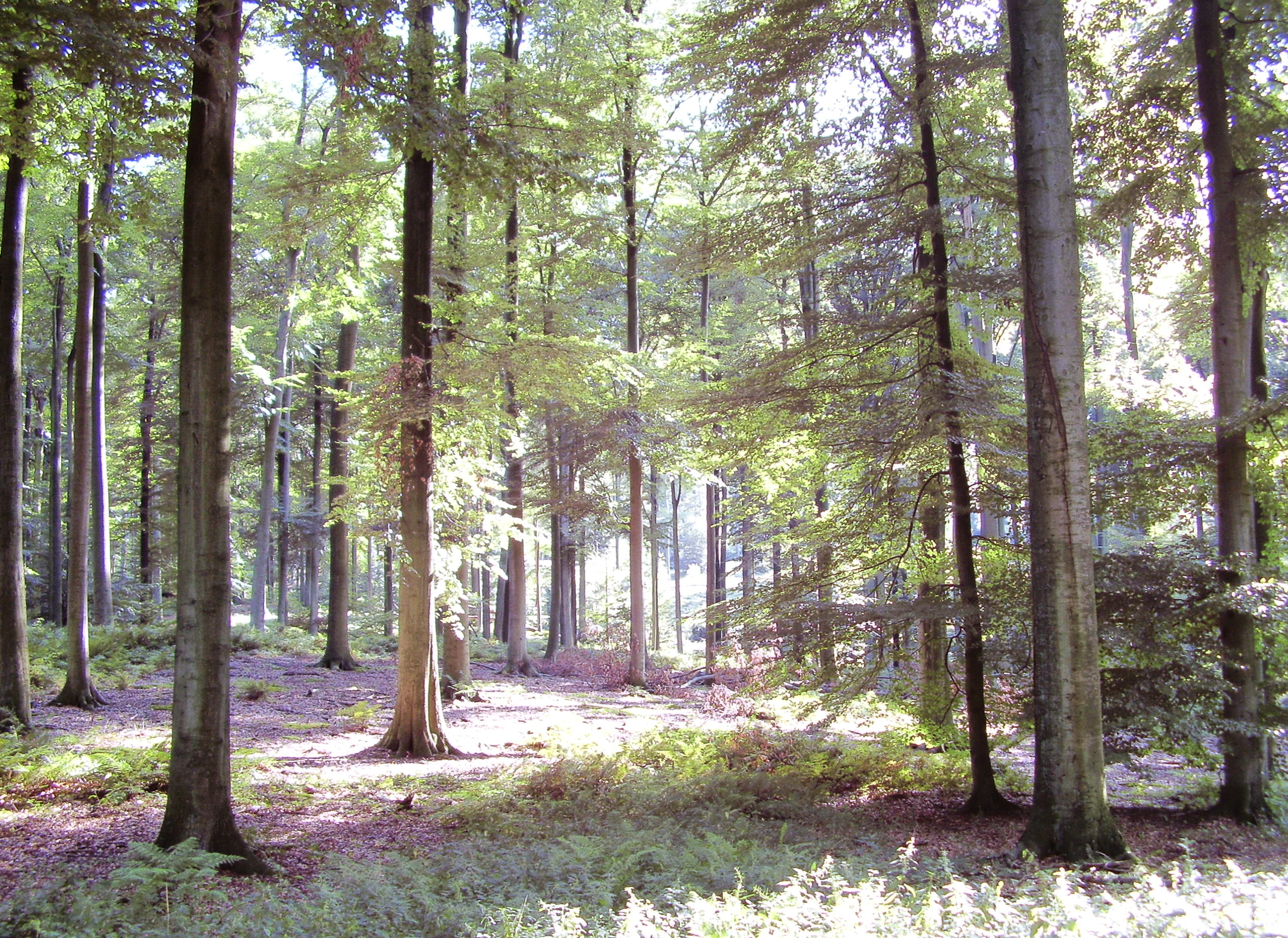
La fageda catedral

El bosc de Soignes (pronunciat swaɲ, Zoniënwoud en neerlandès; forêt de Soignes, en francès; Zonienwald en alemany) és un bosc periurbà situat al sud-est de Brussel·les, a la part central de Bèlgica.
Prop d'un 80% de la seva extensió són fagedes de repoblació o de regeneració natural, una part de les quals es coneixen com la hêtraie cathédrale (la fageda catedral) pels seus troncs columnars.
La superfície actual del bosc de Soignes pròpiament dit, vestigi d'una extensió que cobria una bona part del Brabant, és de 4.383 hectàrees, o d'unes 5.000 hectàrees si s'hi inclouen d'altres extensions boscoses públiques contigües que en formaven part en el passat. Entre aquestes, el Bois de la Cambre (Ter Kamerenbos, en neerlandès) que s'endinsa al cor de la ciutat, el bois des Capucins (Kapucijnenbos, en neerlandés) on és instal·lat l'arborètum de Tervuren, el parc Tournay-Solvay, el Domaine Solvay de La Hulpe, el bosc de Tervuren i el domaine Abbaye du Rouge-Cloître (Rood-Klooster, en neerlandès).

## Història
Després del darrer període glacial (-10 000 anys), la vegetació evoluciona lentament amb l'escalfament del clima des del tipus tundra vers el tipus forestal.

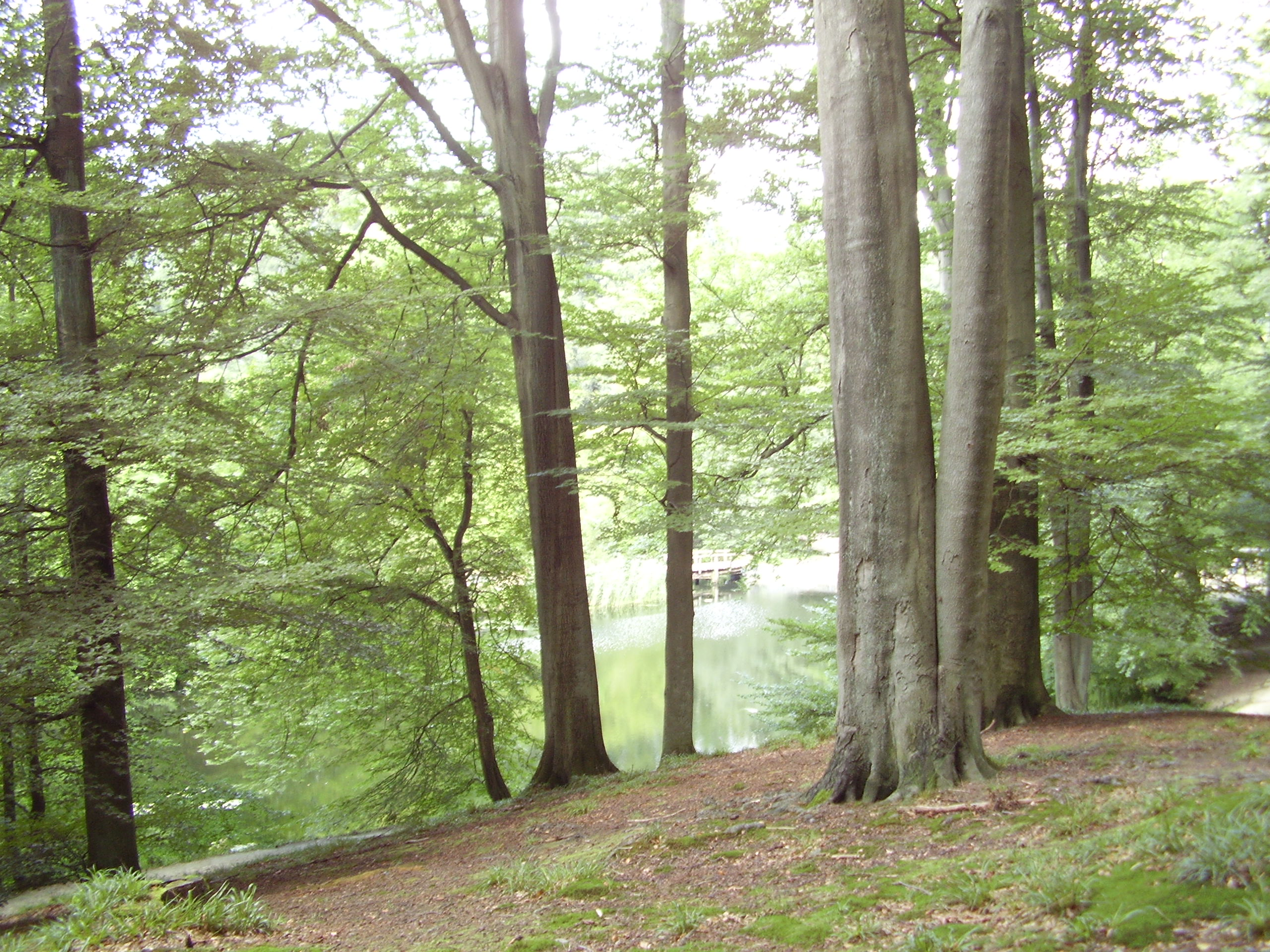
Petita vall (sot)

Entre el vallei van de Verdronken Kinderen en neerlandès,vallon des Enfants Noyés en francés (sot dels infants ofegats en català) i el vallon du Vuylbeek en francés, valei van de Vuilbeek en neerlandés, (sot del Vuylbeek en català) s'han descobert rastres arqueològics d'establiments humans, destrals de pedra, puntes de fletxes, gratadors, percussors, així com gerros esfèrics de coll eixamplat (Museus reials d'art i d'història) datant de 3000 a 2200 anys abans de J.C. En aquesta època, el bosc s'estenia sobre la major part de l'Europa occidental. Són visibles els tumuli (turonets de terra elevats sobre una tomba), sens dubte construïts durant el primer mil·lenni abans de J.C.
Al començament de l'era cristiana, el bosc encara era immens, però començà a ser explotat de manera important (fusta, fruits i caça). El seu nom de bosc carboner (Carbonaria silva) emprat a l'alta edat mitjana fa pensar que s'hi fabricava també el carbó vegetal necessari a les fargues. Cap a l'any mil, el bosc de Soignes (del que l'etimologia estaria vinculada al nom cèltic Zenne, «senna» o «sunnia» aigua tranquil·la), esdevé propietat de caça dels comtes de Louvain, que esdevindrien Ducs de Brabant, i dels seus hereus. Per això, com alguns altres boscos reials, va poder escapar en part de la desforestació. Diverses abadies o comunitats monàstiques, van rebre l'autorització d'instal·lar-s'hi.
Sota l'emperador Carles V, cobreix encara 20.000 hectàrees. Continua sent un terreny de caça, però s'hi practica una explotació del bosc més sistemàtica, talant, parcel·la rere parcel·la, i aleshores es deixava que el bosc es regenerés. Durant els períodes tèrbols dels segles xvi i xvii, el bosc fou sobre explotat i no es pot renovar de manera natural; la seva superfície es redueix.
En el període austríac (1714-1795) es fa una repoblació forestal sistemàtica amb faigs, cosa que canvia profundament l'aspecte del bosc, fins aleshores compost d'una barreja de frondoses. Les arbredes més antigues daten d'aquest període. Del període francès (1795-1814) daten el codi forestal i les plantacions de roures. El 1822, sota el règim holandès i després de 1831 a 1836 durant els primers anys de l'Estat belga, mentre pertanyia a la Societat general de Bèlgica (Generale Maatschappij en neerlandès) es va posar a la venda una gran part del bosc. El bosc perd els 3/5 parts de la seva superfície que passa d'11.500 a 4.694 hectàrees. Els terrenys venuts són aclarits pels nous propietaris privats. Una part constitueix avui el domaine d'Argenteuil, el domaine Solvay o fins i tot la finca de l'arborètum de Tervuren. El bosc restant és recomprat el 1843 per l'Estat belga. Aquesta superfície encara serà amputada per la creació de carreteres, ferrocarril i de dos hipòdroms.

## Monuments i edificis

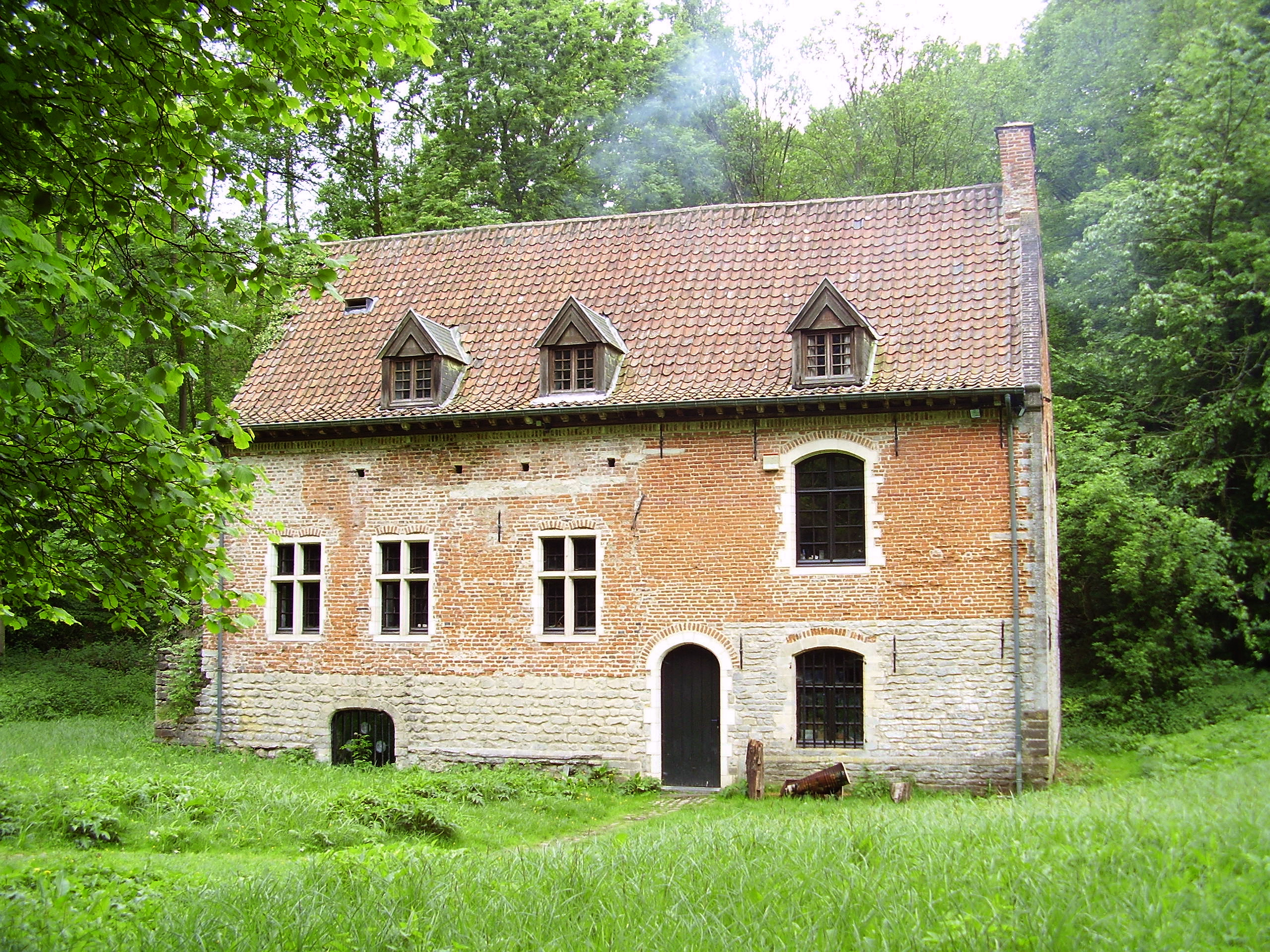
Les tres Fonts

- Les tres Fonts (Drie fonteinen en neerlandès, Les trois Fontaines en francès) (Auderghem): En aquest indret, en aquell temps poc segur, el duc Joan III de Brabant va fer construir el 1323 un refugi fortificat envoltat de fossats i flanquejat d'una torrassa i d'una capella. Al començament del segle xv després de l'afegitó d'un nou edifici el petit fort va esdevenir la residència del guarda forestal de l'època (gruyer), l'oficial encarregat de vigilar el terreny de caça ducs. Els caçadors furtius hi eren tancats i una petita guarnició hi tenia la caserna. El 1584, un incendi va destruir la torrassa que va ser reconstruïda. L'edifici actual data d'aquesta època. La torrassa i els altres edificis han estat destruïts al començament del segle xix.

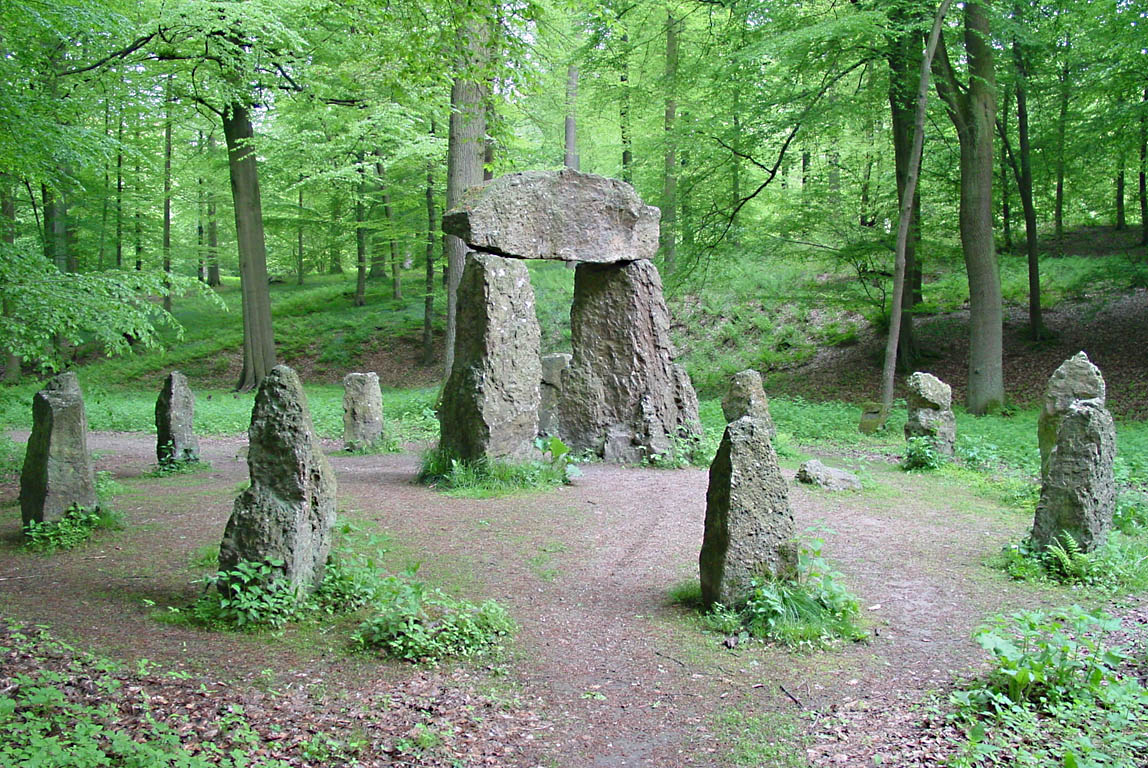
Memorial als onze guardaboscs

- Memorial als guardaboscs (Boswachtersmonument en neerlandès, Mémorial aux forestiers en francès) (Uccle): Aquest monument, barreja d'un dolmen envoltat d'un cercle d'onze pedres aixecades ha estat transformat el 1920 en record d'onze guardes forestals morts durant de la Primera Guerra Mundial.

- Nostra Senyora de la Bona Olor (Onze-Lieve-Vrouw van Welriekende en neerlandès, Notre-Dame de Bonne Odeur, en francès) (Hoeilaart): El 1485, el canonge de l'abadia de Groenendael, va fer construir una capella dedicada a Nostra Senyora de la Bona Olor, aleshores invocada per combatre les febres. Després d'haver travessat segles i guerres i haver escapat als iconoclastes, va ser destruïda el 1864 per trobar-se desafortunadament sobre el trajecte previst de la carretera de Mont Saint-Jean. Reconstruïda cent metres més lluny, és un lloc de pelegrinatge.

## Gestió i economia

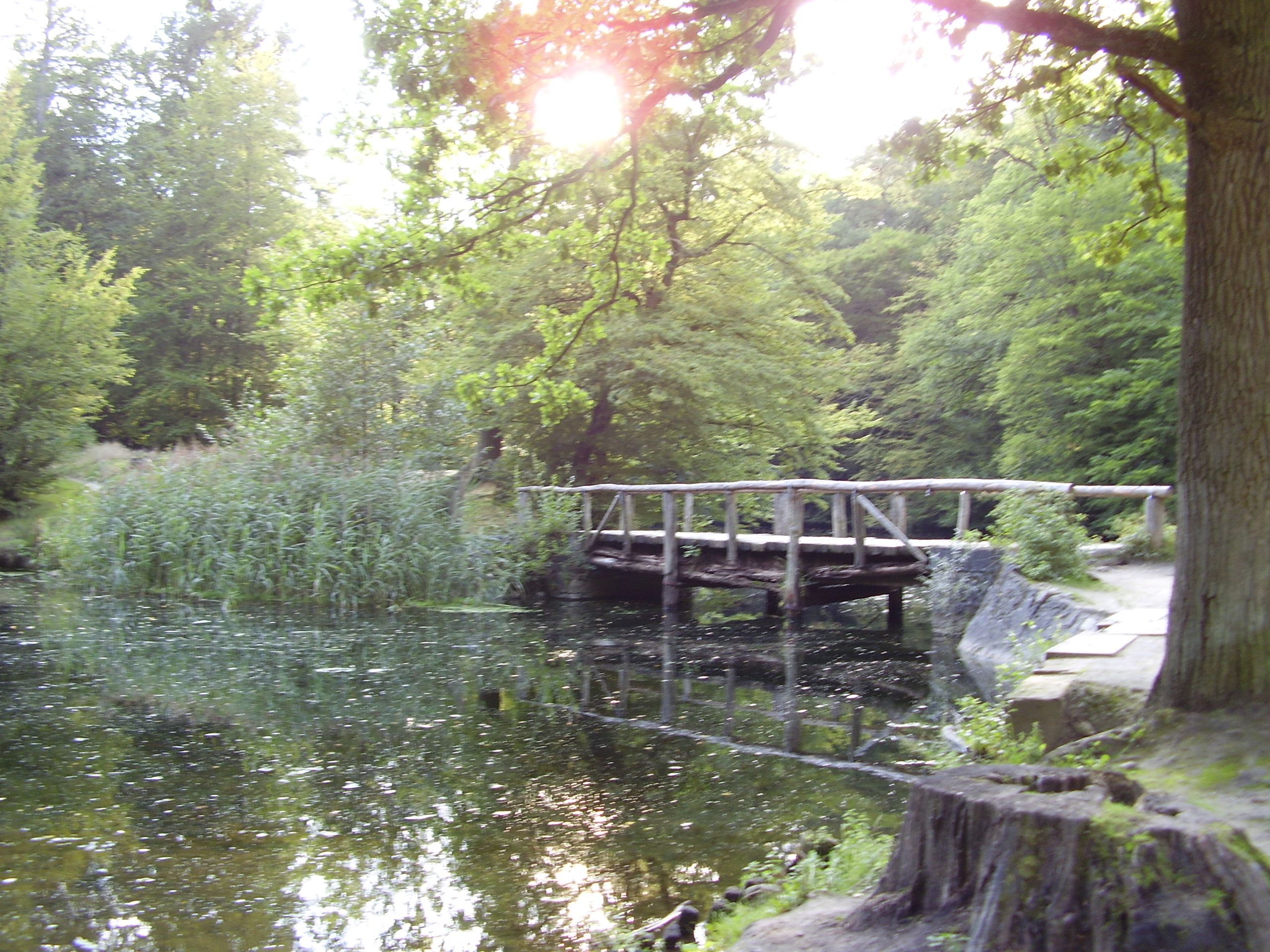
Étangs du Fer à cheval

En la regionalització de 1984, la superfície del bosc i la seva gestió van ser repartides entre les tres regions del país: el 56% és administrat per la Regió flamenca, el 38% per la Regió de Brussel·les-Capital i el 6% per la Regió valona, les 347 hectàrees del Bosc dels Caputxins són administrades per la Donació reial.
La localització del bosc a la vora d'una gran ciutat en fa un indret molt sovintejat pels passejants, a peu, a cavall o en bicicletes i una àrea de jocs per als moviments de joventut. Per facilitar la coexistència entre els diferents usuaris del bosc, Bruxelles Environnement ha creat una plataforma independent. El bosc és considerat com el pulmó verd de Brussel·les. Les 1657 ha administrades per Bruxelles Environnement – IBGE, representen més d'un 10% de la superfície total de la Regió Central de Brussel·les i un 60% dels espais verds oberts al públic. L'explotació dels recursos del bosc continua sent tanmateix una activitat important. La tasca dels gestors és garantir les funcions recreatives, tot preservant la fràgil ecologia d'aquest medi sensible. Les vendes de fusta anuals són administrades per tal de garantir la regeneració de les espècies i els seus beneficis s'utilitzen per adquirir nous espais verds públics a la regió.
Per aquestes raons, la caça al bosc de Soignes es va suspendre el 1974 i es va prohibir alguns anys més tard. La collida de plantes i bolets també és prohibida a les parts flamenques i brussel·leses. Certes parts són tancades al públic per permetre la seva regeneració. Els senyals indiquen la reserva de certs camins i senders per a una o l'altra categoria de passejants, vianants, cavallers o ciclistes, i a certes zones on no es pot sortir dels senders.

### Silvicultura

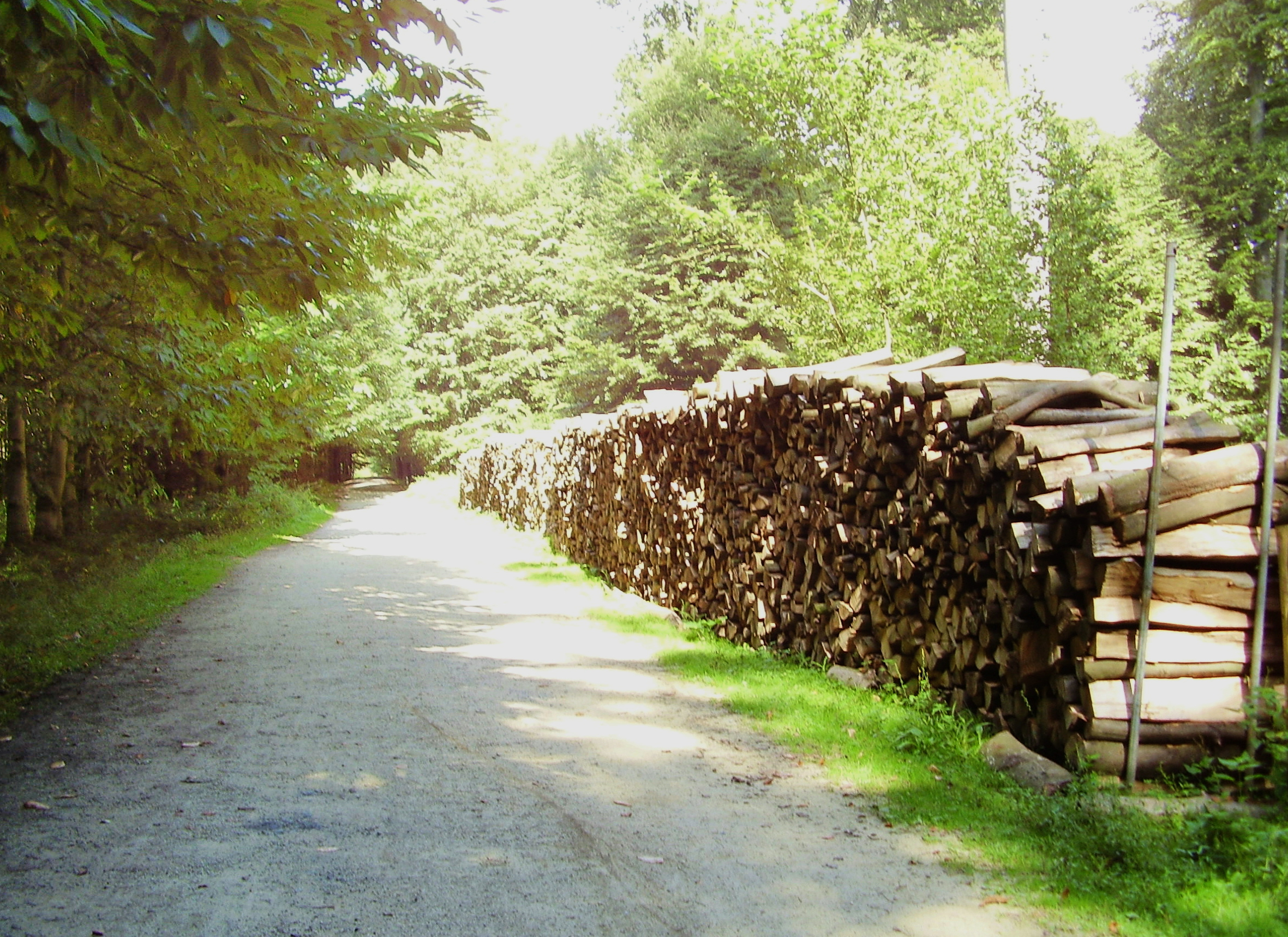
Aprofitament de la llenya

La fageda heretada del mode de gestió iniciat al segle xvii i després continuat, és el resultat d'una visió del bosc centrat exclusivament en la seva rendibilitat. Aquest monocultiu de prop d'un 80% de faigs i un 10% de roures, era destinat a aconseguir un bosc d'alta qualitat. Les poblacions s'aclareixen constantment per afavorir els arbres més interessants comercialment. La poda natural i la cerca de la llum produeixen troncs alts i drets. L'alçada màxima dels faigs i dels roures s'atura al cap de 80 anys; aleshores només el diàmetre del tronc continua augmentant. Els faigs són generalment abatuts després d'haver fet els 200 anys; encara que puguin viure més anys, la qualitat de la fusta aleshores minva i l'edat els fa més vulnerables a les malalties i insectes xilòfags (barrinador de l'escorça). Aquest tipus de conreu que produeix a cada parcel·la arbredes de la mateixa edat i espècie, obliga a efectuar «tales» que deixen el terreny al descobert, els grups de faigs de mida gran no permeten aparèixer les joves brotades.

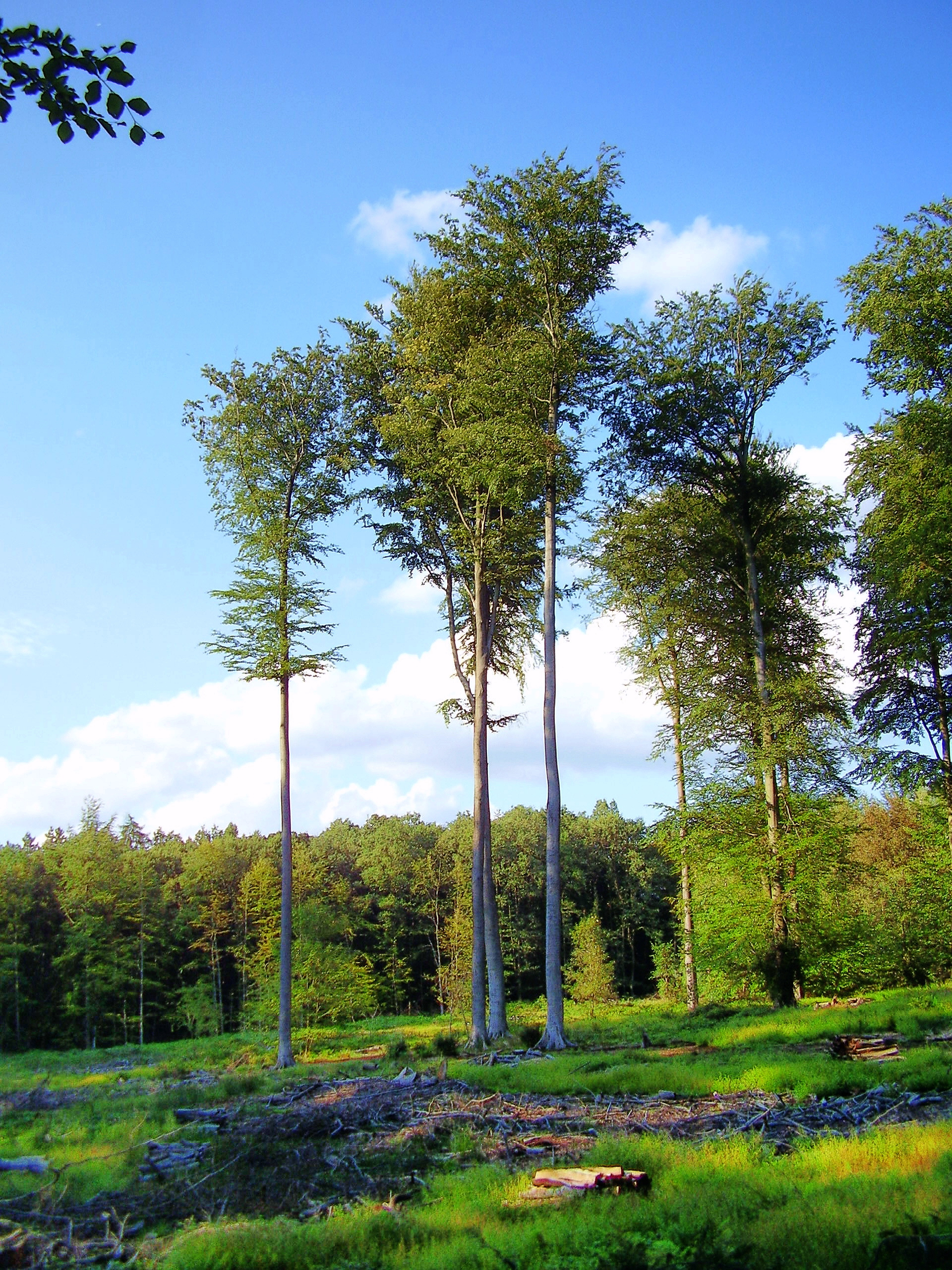
La tala i la poda

Avui, les funcions socials i ecològiques del bosc han pres importància. S'afavoreix l'arbreda irregular, consisteix en una barreja d'arbres d'espècies i de grups d'edat diferents, que limita els canvis radicals del medi per les tales i té nombrosos avantatges des del punt de vista de la biodiversitat. Aquest tipus forestal, més lluminós i variat, ofereix espais ecològics a un nombre més gran d'espècies animals i vegetals i enriqueix el sòl d'un humus de més qualitat. Té també l'avantatge de ser més resistent a les malalties i a les tempestes.
En certes parcel·les són presents poblacions de coníferes sobre sòls sorrencs pobres en llim i en minerals, sòls que no convenen a les frondoses.

## Topografia i geologia
L'altitud del bosc de Soignes varia de 65 metres a 132 metres. La coberta forestal permanent del terreny d'ençà la darrera glaciació ha preservat els relleus i les diferents capes geològiques superficials de la regió destruïdes d'altra banda per l'agricultura i les altres activitats humanes.

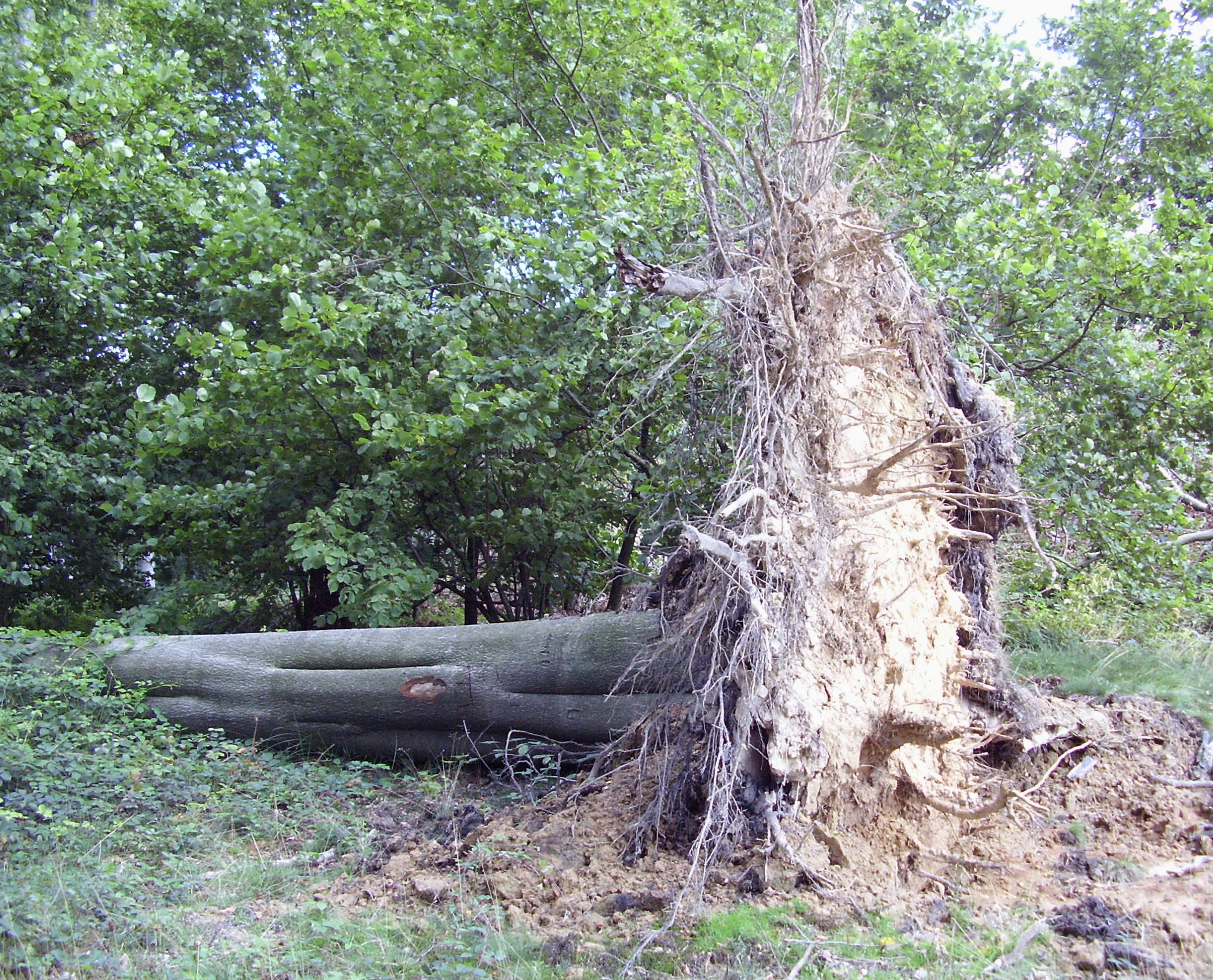
Arbre tombat per una tempesta

Sobre una base rocallosa que data del Paleozoic, són dipositades en el transcurs del Terciari (de -55 a -2 milions d'anys) diferents capes sorrenques de propietats i composició diverses en funció dels períodes en què els mars recobrien la regió. La capa de l'Ipresià ric en argila i, per tant, impermeable, ha permès la constitució de mantells freàtics a les capes de sorres menys profundes permetent avui la captació d'aigua potable al bosc. Altres capes contenen regions de gres calcari que ha estat emprat per exemple en la construcció de la catedral de Brussel·les (cathédrale Saints-Michel-et-Gudule en francès, Kathedraal van Sint-Michiel en Sint-Goedele, en neerlandès). Totes aquestes capes són riques en fòssils de plantes i d'animals marins de clima tropicals.
És al Quaternari, durant el període de les grans glaciacions que s'ha format el relleu actual del terreny. A cada període de desglaç superficial, l'aigua en no poder penetrar al sòl glaçat permanentment, ha provocat, pel seu escolament, una profunda erosió, que dona al terreny aquest relleu fortament accidentat que es coneix avui, i que arribant per regions fins a la capa dels aqüífers ha permès l'aparició de fonts i de zones humides. És al final d'aquesta època que s'han format les capes llimoses, en alguns llocs de diversos metres de gruix, constituïdes de partícules fines portades pel vent. Sota la capa superficial, barreja de llim i d'humus, de trenta a cinquanta centímetres de gruix, es troba una capa molt compacta anomenada fragipan, típica dels climes polars, que no existeix més que allà on el sòl no ha estat llaurat. Aquesta capa impedeix els faigs d'ancorar-se profundament en el sòl i fa aquests gegants molt inestables. A cada tempesta desenes d'arbres cauen com dòminos revelant un sistema d'arrels molt superficial.
Les característiques geològiques del bosc de Soignes expliquen la seva gran vulnerabilitat als danys causats per les aigües d'escolaments de les carreteres i pel sovinteig excessiu de passejants i ciclistes de qui el seu pas comprimeix o erosiona els sòls.

## Fauna

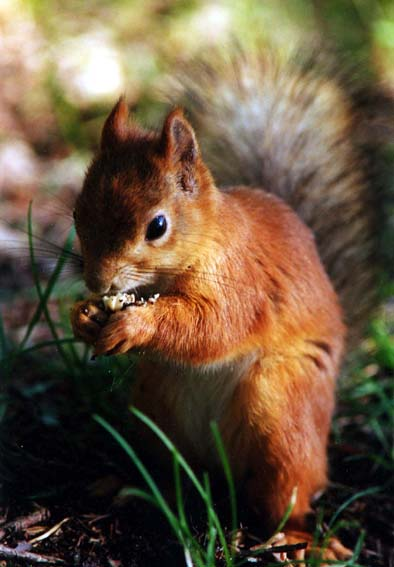
Esquirol

Els documents històrics descriuen un bosc abundós a l'edat mitjana, sobre una extensió de quatre a cinc vegades més important i amb una pressió humana ben minsa. Nombroses espècies animals han desaparegut en el transcurs dels segles degut a les caceres i la restricció del seu hàbitat. La llista és llarga: urs, ants, daina, os bru, linx o gat salvatge; els darrers dels que es considera com a «gran caça», senglar, cérvol, cabirol i llop han estat exterminats abans de la fi del període francès (1815). La llúdria, el toixó, el mart, i la llebre han desaparegut més recentment.
Avui, els únics representant dels grans mamífers, són els cabirols, reintroduïts després de la seva completa desaparició. La seva població resta limitada basant-se en les nombroses restriccions i factors d'estrès específic al bosc de Soignes, forta presència dels humans i dels seus gossos, territori reduït i aïllat enmig d'un medi ambient fortament urbanitzat, divisió del bosc travessat per carreteres i ferrocarrils infranquejables i, finalment, la manca de sotabosc i de bardisses on refugiar-se a conseqüència de les fagedes dominants.
Des del començament de l'any 2007, alguns senglars han aparegut al bosc, sense que se sàpiga si han estat transportats per l'home o hi han migrat pels seus propis mitjans.

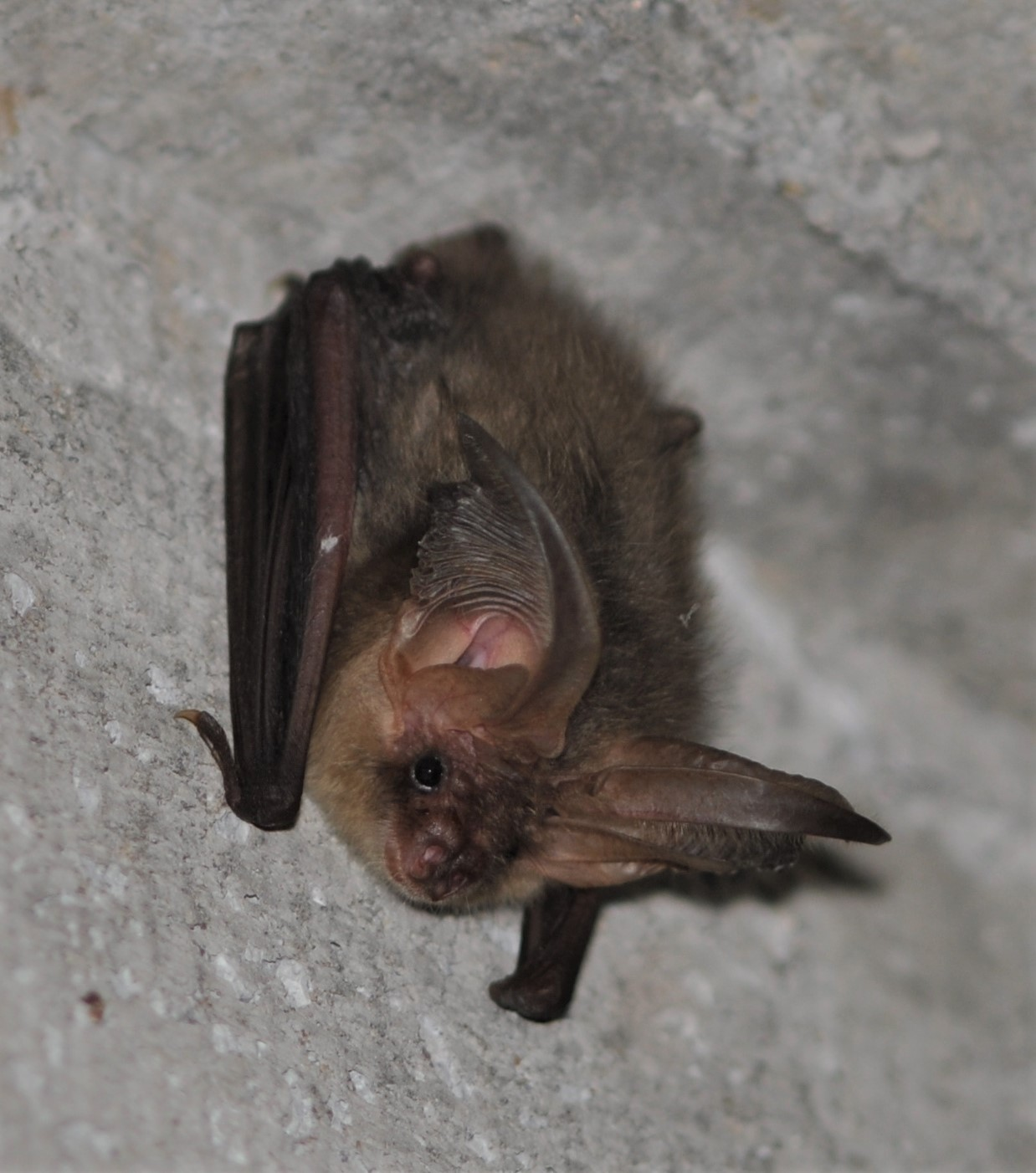
Rat-penat

Les guineus, també han reaparegut d'ençà fa alguns decennis i contribueixen a la limitació de la població de conills i sovintegen cada vegada més els jardins dels barris limítrofs al bosc.
Els petits mamífers hi són representats amb els rosegadors, rates d'aigua, rates de camp i rates i els seus depredadors, mosteles, erminis o fures així com per l'esquirol rogenc arborícola i des del darrer quart del segle xx, l'esquirol de Corea (Tamias sibiricus) que s'introdueix accidentalment i s'ha multiplicat fortament, entrant en competició no amb el seu cosí indígena, amb el que no comparteix el mateix espai ecològic, sinó amb els dels ocells que nien a terra.
El bosc de Soignes conté també almenys 14 varietats de rat-penat de les que algunes formen part de les espècies amenaçades.
L'avifauna és representada amb un centenar d'espècies, sedentàries o migratòries, desgraciadament amb poblacions en disminució, principalment pel que fa als moixons com les diferents varietats de mallerengues, els pinsans, o els pit-roigs. S'hi troben igualment diferents tipus de petits rapaços, diürns i nocturns, coloms, cornelles, garses i gaigs dels roures, i prop dels estanys, diferents espècies aquàtiques, ànecs, polles d'aigua, fotges o bernat pescaires.
Els ecosistemes fràgils de les basses i estanys estan poblats de peixos i de batracis amenaçats d'extinció degut a la contaminació i l'aparició d'espècies depredadores exòtiques introduïdes inconsideradament, com certes tortugues, granotes i serps, o invasives i destructores del seu biòtop com la carpa.
Els invertebrats no han estat molt estudiats. Existeixen tot i això, investigacions científiques parcials, en particular en relació amb les aranyes i els coleòpters que demostren la seva importància en aquest bosc on s'han calculat 38 espècies de coleòpters (com l'escanyapolls, protegit) i 137 espècies d'aranyes (alguna d'escoberta recentment). Respecte als lepidòpters, s'ha comprovat una forta disminució de papallones (Polyommatus icarus, Papilio machaon), etc., degut a la supressió dels seus biòtops, i s'han pogut observar 16 espècies diferents de formigues i espècies d'abelles com l'Apis mellifica entre les himenòpteres.

## Flora

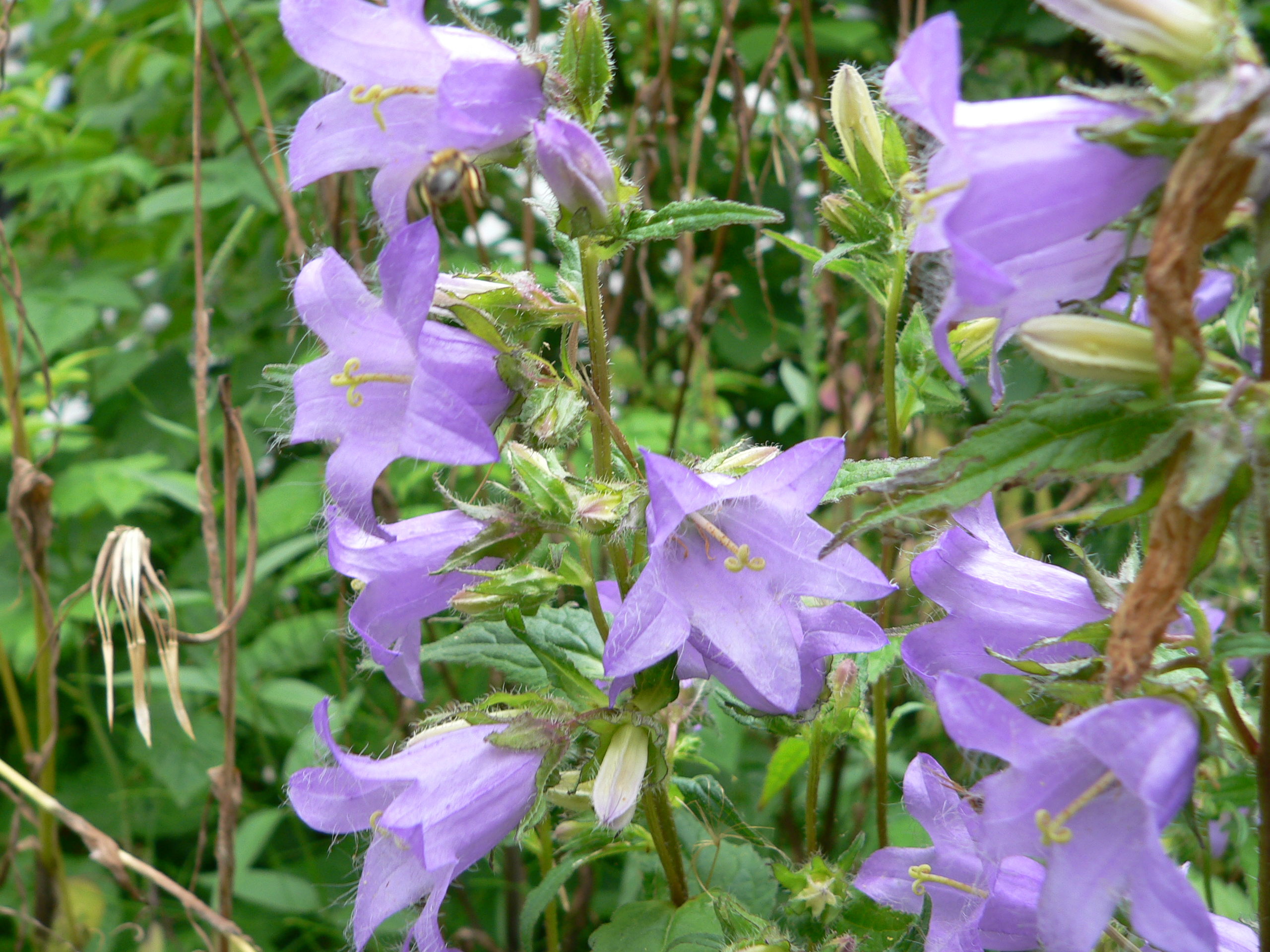
Campanula trachelium

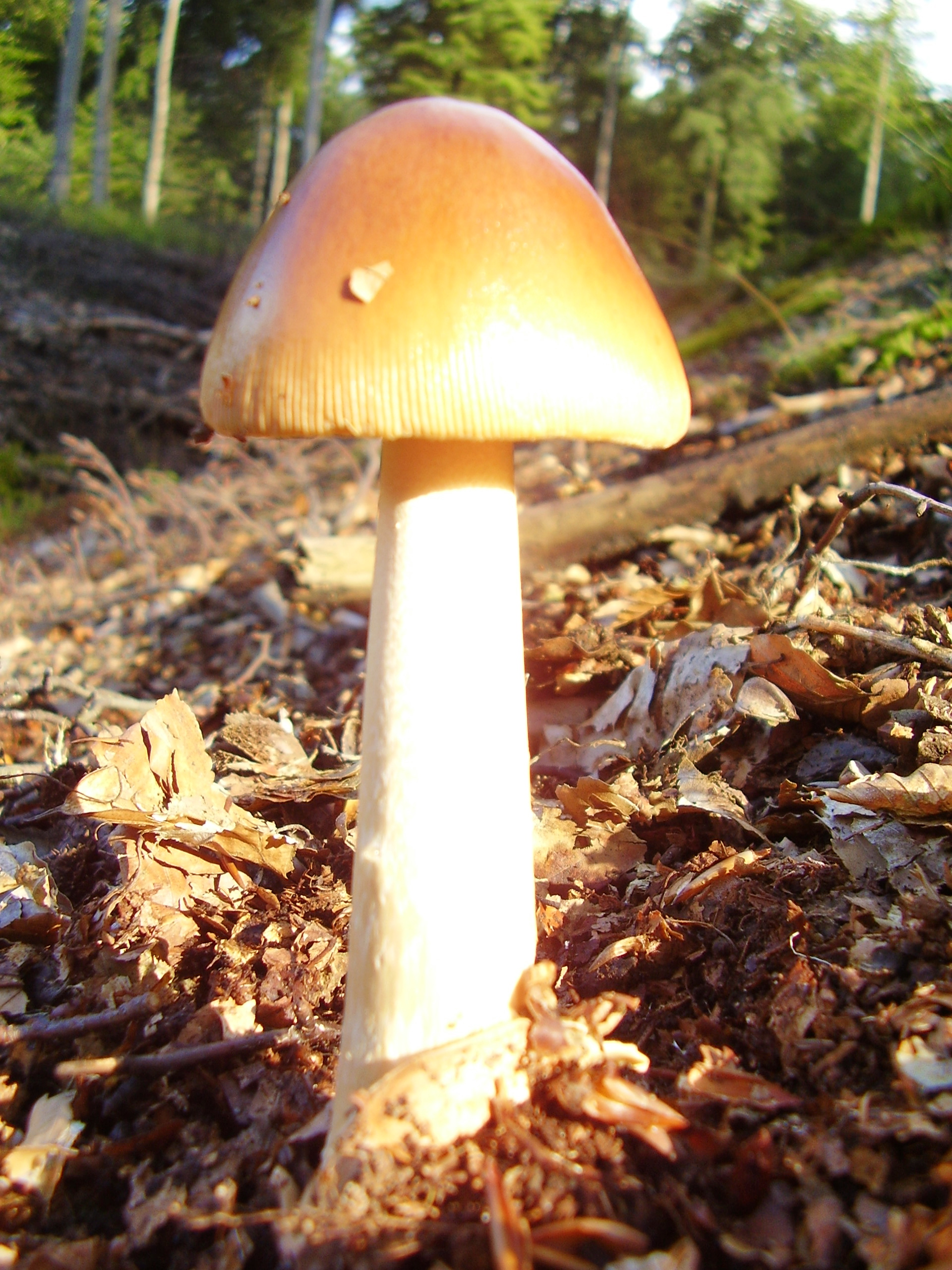
Amanita fulva

Les parcel·les de fageda grans no permeten d'instal·lar-s'hi a gaires plantes. Les arbredes formen una volta atapeïda que deixa filtrar molt poca llum, les fulles mortes de faig formen un llit espès que es descompon molt lentament i acidifica el sòl; només algunes plantes herbàcies s'hi adapten. Sobre els pendents erosionats sorrencs plantats amb làrix o amb pi roig, les falgueres creixen en abundància. On els agrupaments forestals són més diversificats, barreja d'espècies, entre les quals el roure pènol, el freixe, el fals plàtan, el cirerer, el carpí i el bedoll, s'hi troba una flora més rica.
Les zones humides i pantanoses ofereixen un gran interès botànic. Algunes com el sot del Vuylbeek, amenaçat d'assecament, han estat netejades i els pollancres que hi havien estat plantats han estat abatuts; esdevenint reserva natural, s'hi veuen sota els verns reaparèixer nombroses espècies vegetals que atreuen els insectes, com les libèl·lules.
Els bolets estan representats per més de 1000 espècies. Malgrat la prohibició, la collita, afegida a la trepitjada i a la contaminació, els posa en perill de desaparició. Certes zones tancades els ofereixen refugis que els permeten recolonitzar el terreny.
Les múltiples varietats de líquens i molses són indicadors de l'evolució de la qualitat de l'aire i del sòl.